# 莎莉·卡爾
莎莉·卡爾（英語：Sally Carr，1945年3月28日—）是一位蘇格蘭女性歌手，她以1970年代流行樂隊中途道路的主唱而聞名。
莎莉·卡爾共有四位哥哥。父親是一位礦工，母親塞西莉亞早在卡爾年幼時臥病在床。卡爾的家庭曾經常圍繞著一架鋼琴進行演唱，且卡爾自己從未接受任何專業的聲樂訓練，截至2010年仍在老式音樂會上進行演唱。
1978年，卡爾與記者奇克·楊結婚並于1980年生下一子，名爲凱斯。他們于1984年分居，但并未離異，兩人依然為朋友關係。2001年1月18日，凱斯在一場摩托車事故中喪生。